# باغ زاهدي (مقاطعة فسا)
باغ زاهدي (بالفارسية: باغ دکترمنصورزاهدی) هي قرية تقع في فارس في إيران. يقدر عدد سكانها بـ 30 نسمة .